# 第21爆撃集団
第21爆撃軍（XXI Bomber Command）は、アメリカ陸軍航空軍第20空軍隷下の爆撃軍。

## 概要
1944年8月、ケネス・B・ウルフ准将の「ウルフ特別プロジェクト」によって養成されたB-29搭乗員を集めて編成された。司令官は部隊創設当初ヘイウッド・ハンセル准将で、1945年1月カーティス・T・ルメイ少将に交代した。直下の隷下部隊として第73爆撃団、第313爆撃団、第314爆撃団、第315爆撃団を有する。1945年4月以降は第58爆撃団も指揮下に収めた。司令部は当初サイパン、のちグァムに置かれた。

## 隷下部隊
- 第73爆撃団
- 第313爆撃団
- 第314爆撃団
- 第315爆撃団